# Jamal Lewis (football)
Pour les articles homonymes, voir Jamal Lewis et Lewis.
Jamal Piaras Lewis, né le 25 janvier 1998 à Luton, est un footballeur international nord-irlandais évoluant au poste de défenseur.

## Carrière

### Norwich City
Le 23 décembre 2017, il fait ses débuts avec le club de Norwich City face à Brentford en entrant en jeu à la place de Marco Stiepermann. Il est titularisé pour la première fois le 26 décembre 2017 contre Birmingham City. 
Le 17 janvier 2018, il marque son premier but face à Chelsea à la 93e minute de jeu. 

### Newcastle United
Le 9 septembre 2020, Lewis s'engage pour cinq ans avec Newcastle United.

### En sélection
Le 24 mars 2018, il fait ses débuts avec l'Irlande du Nord à l'occasion d'un match amical contre la Corée du Sud (victoire 2-1 à Belfast).

## Statistiques
| Saison                | Club                  | Championnat           | Championnat | Championnat | Coupe nationale | Coupe nationale | Coupe de la Ligue | Coupe de la Ligue | Compétition(s) continentale(s) | Compétition(s) continentale(s) | Compétition(s) continentale(s) | Irlande du Nord | Irlande du Nord | Total | Total |
| Saison                | Club                  | Division              | M.          | B.          | M.              | B.              | M.                | B.                | Comp.                          | M.                             | B.                             | M.              | B.              | M.    | B.    |
| 2017-2018             | Norwich City          | Championship          | 22          | 0           | 2               | 1               | 0                 | 0                 | -                              | -                              | -                              | 1               | 0               | 25    | 1     |
| 2018-2019             | Norwich City          | Championship          | 42          | 0           | 0               | 0               | 2                 | 0                 | -                              | -                              | -                              | 9               | 0               | 53    | 0     |
| 2019-2020             | Norwich City          | Premier League        | 28          | 1           | 4               | 0               | 0                 | 0                 | -                              | -                              | -                              | 2               | 0               | 34    | 1     |
| Sous-total            | Sous-total            | Sous-total            | 92          | 1           | 6               | 1               | 2                 | 0                 | -                              | -                              | -                              | 12              | 0               | 112   | 2     |
| 2020-2021             | Newcastle United      | Premier League        | 24          | 0           | 0               | 0               | 2                 | 0                 | -                              | -                              | -                              | 8               | 0               | 34    | 0     |
| 2021-2022             | Newcastle United      | Premier League        | 5           | 0           | -               | -               | 1                 | 0                 | -                              | -                              | -                              | 6               | 0               | 12    | 0     |
| 2022-2023             | Newcastle United      | Premier League        | 2           | 0           | 1               | 0               | 1                 | 0                 | -                              | -                              | -                              | 2               | 0               | 6     | 0     |
| Sous-total            | Sous-total            | Sous-total            | 31          | 0           | 1               | 0               | 4                 | 0                 | -                              | -                              | -                              | 16              | 0               | 52    | 0     |
| 2023-2024             | Watford FC (prêt)     | Championship          | 22          | 0           | 1               | 0               | -                 | -                 | -                              | -                              | -                              | -               | -               | 23    | 0     |
| Total sur la carrière | Total sur la carrière | Total sur la carrière | 145         | 1           | 8               | 1               | 6                 | 0                 | -                              | -                              | -                              | 28              | 0               | 187   | 2     |

## Palmarès

### En club
- Norwich City
  - Champion d'Angleterre de deuxième division en 2019.

### Distinctions personnelles
- Membre de l'équipe-type de deuxième division anglaise en 2019.